# Querer
Querer és una minisèrie de televisió per internet espanyola de drama creada i escrita per Alauda Ruiz de Azúa, Eduard Solà i Júlia de Paz Solvas per a Movistar Plus+. És protagonitzada per Nagore Aranburu, Pedro Casablanc, Miguel Bernardeau, Iván Pellicer i Loreto Mauleón. Va fer-se'n una preprojecció en una franja no competitiva del 72è Festival Internacional de Cinema de Sant Sebastià el setembre de 2024 i va estrenar-se a Movistar Plus+ el 17 d'octubre del 2024.

## Trama
Després de 30 anys de matrimoni i dos fills en comú, Miren (Nagore Aranburu) abandona el domicili conjugal i denuncia el seu marit per violació continuada. Aquesta greu acusació obliga els fills a triar entre creure la seva mare o recolzar un pare que defensa la seva innocència. Un viatge familiar que avança en paral·lel al judicial amb un mateix objectiu: conèixer la veritat.

## Repartiment
- Nagore Aranburu com a Miren Torres[4]
- Pedro Casablanc com Iñigo Gorosmendi[4]
- Miguel Bernardeau com Aitor Gorosmendi[4]
- Iván Pellicer com a Jon Gorosmendi[4]
- Loreto Mauleón com a Paula
- Natalia Huarte com Izaskun
- Miguel Garcés com Javier Aguirre
- Ainhoa Larrañaga com a Marta